# Школьная реформа (Латвия)
Школьная реформа, идущая в Латвии с 2004 года, связана с увеличением доли предметов, преподаваемых на латышском языке в профессиональных и средних (10—12 классы) муниципальных и государственных школах национальных меньшинств Латвии.
Согласно реформе 2004 года, количество часов преподавания на латышском языке в средней школе составляет как минимум 60 % (согласно изначальному плану — до 100 %) с 2004 года (до того, с 1995 года, в школах нацменьшинств постепенно вводилось билингвальное обучение — поэтому в части источников идёт речь о более широком понимании реформы, как вводившей билингвальное образование ещё до 2004 года).
Обоснованием реформы называется необходимость обеспечить равные возможности для выпускников латышских школ и школ нацменьшинств, но в том, что реформа служит этому, а не ассимиляции, высказываются сомнения — как в отношении планки 60 %, так и в отношении этапа реформы до 2004 года.
Осенью 2017 года министр образования и науки Карлис Шадурскис инициировал полный перевод средней школы в Латвии на латышский язык, включая и частные школы. В 2018 году изменения в законах «Об образовании» и «Об общем образовании» были приняты коалиционным большинством Сейма. Оппозиционная фракция «Согласия» выступала против реформы и подала иск в Конституционный суд о признании изменений в законодательстве противоречащими статьям 1, 91, 112 и 114 Конституции и подлежащими отмене, однако иск был отклонен, в том числе по мотивам приоритета латышского языка, закрепленного в преамбуле к Конституции, историю Латвии и изменение национального состава Латвии после присоединении к СССР.

## Нормативная база
Принятый в 1998 году Закон об образовании предусматривал, что с 1 сентября 2004 г. обучение в 10-х классах всех публичных средних школ (соответственно, и на 1-х курсах публичных профессиональных школ) будет проводиться только на латышском языке.
В феврале 2004 г. Сейм Латвии принял поправки к закону, установившие, что с 1 сентября 2004 года в 10-х классах средних школ и на 1-х курсах профессиональных учебных заведений национальных меньшинств на латышском должно преподаваться не менее трёх пятых учебных часов (имеющие временную силу правила со ссылкой на содержащий аналогичное условие стандарт среднего образования были приняты правительством в августе 2003 года). Однако, министр образования Латвии в ходе подготовки этих правил говорил, что в будущем реформа будет направлена на обучение только на латышском языке, а позднее Сейм в своем письме Конституционному суду пояснял введение нормы о трёх пятых так: «с приближением 1 сентября 2004 года выяснилось, что полный переход на обучение на государственном языке до этой даты не будет возможным».
В 2005 г. Конституционный суд счёл реформу (планку «не менее трёх пятых») конституционной, рассмотрев заявление депутатов Сейма от фракций ЗаПЧЕЛ, ПНС и СПЛ.

## Возражения против реформы-2004

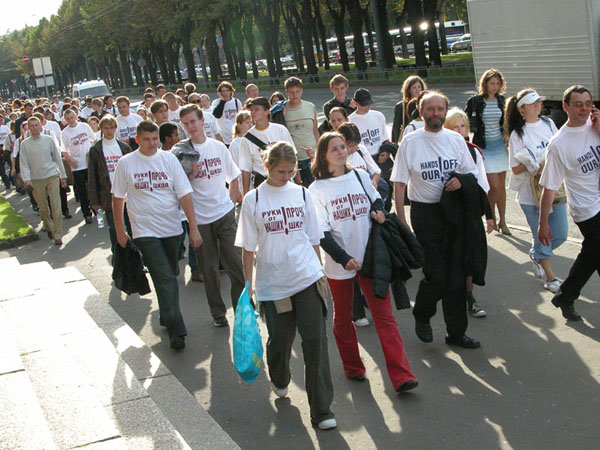
Акция протеста 2003 года, организованный Штабом защиты русских школ против школьной реформы.

МИД и Госдума России в 1998 году расценили новый закон об образовании как противоречащий нормам международного права.
Протесты против перевода средних школ меньшинств исключительно на латышский язык высказывались также, например, родительскими конференциями „Учиться на родном языке“ в 2000, 2001 и 2002) годах. Эти возражения обосновывались ссылками на международные правозащитные документы и оценкой „реформы“ как инструмента ассимиляции. Также „реформа-2004“ подвергалась критике как недобровольная и не способствующая конкурентоспособности учащихся. Министр образования и науки Грейшкалнс, однако, заявил в 2001 году, что для детей не существует проблемы, на каком языке учиться.
Весной 2003 года был создан Штаб защиты русских школ — движение сопротивления „реформе-2004“, организовавшее в 2003—2004 гг. акции протеста, ставшие самыми многочисленными со времени восстановления независимости Латвии.
Согласно опросу Балтийского института социальных наук, переход на пропорцию „60:40“ в 2004 г. поддерживало 20 % учителей, 15 % учащихся и 13 % родителей школ национальных меньшинств. Всего же данную пропорцию, по другому исследованию БИСН того же года, поддерживало 53 % населения (77 % латышей, 26 % русских, 35 % представителей других национальностей), не поддерживало 42 % (18 % латышей, 70 % русских, 60 % представителей других национальностей). Тема реформы и сопротивления ей вызвала эмоциональный отклик у многих жителей страны — согласно опросу БИСН 2004 г., 70 % латышей согласились с утверждением „Меня сердит мысль о том, что русские сопротивляются обучению на латышском языке“, а 58 % представителей нацменьшинств — с утверждением „Меня сердит мысль о том, что латыши навязывают обучение на латышском языке“.

## Рекомендации и оценки международных организаций
Комиссар СЕ по правам человека по итогам своего визита в октябре 2003 года рекомендовал: „Обеспечить государственную защиту и поддержку средним школам, преподавание в которых ведется на языках меньшинств:
- не допускать снижения качества образования в ходе проведения образовательной реформы,
- укреплять согласительные механизмы между министерством образования, педагогическим составом и родительскими комитетами в процессе определения оптимальной модели и сроков проведения реформы,
- учредить программы подготовки дипломированных специалистов по обучению языкам меньшинств и программы преподавания школьных предметов на языках меньшинств, обеспечивать выпуск учебников на этих языках“[24]

В 2007 году комиссар констатировал: „Доклад 2003 года рекомендовал запустить диалог и развить согласительные механизмы между министерством образования, педагогическим составом и родительскими комитетами в процессе определения оптимальной модели и сроков проведения реформы. Не создается впечатления, что это произошло: по меньшей мере, в таком виде, который вовлёк бы тех, кого больше всего касается вопрос. В сущности, реформа была осуществлена, как запланировано, без всякого реального диалога“.
Консультативный комитет Рамочной конвенции о защите национальных меньшинств в 2008 году выразил сожаление, что со времени реформы латвийской системы образования в 2003 году, и несмотря на сильные возражения со стороны национальных меньшинств, на образование, предоставляемое меньшинствам, были наложены более ограничительные языковые условия. В частности, в 2004/2005 учебном году введено новое положение, требующее преподавать как минимум 60 % уроков в публичных средних школах национальных меньшинств на латышском.
Рекомендации Латвии в связи с осуществлением реформы высказывали также Комитет по правам человека, Комитет по правам ребёнка и Комитет по ликвидации расовой дискриминации ООН, Институт открытого общества, Европейская комиссия по борьбе с расизмом и нетерпимостью, Европейская комиссия, миссия ОБСЕ в Латвии.

## Решение Конституционного суда 2005 года
Иск депутатов Сейма от фракций ЗаПЧЕЛ, ПНС и СПЛ в Конституционный суд готовили депутат от ПНС Борис Цилевич и юрист, консультант фракции ЗаПЧЕЛ Алексей Димитров.
Признав Реформу-2004 в целом соответствующей конституционной норме о защите и укреплении латышского языка, Конституционный суд указал в решении по делу Nr.2004-18-0106 на ряд аспектов, которые следует учитывать впоследствии.
Статья 91 говорит о принципе равного отношения к людям, относящимся в равных и сравнимых условиях. Однако представители нацменьшинств не находятся в тех же условиях, что представители основной нации, что обусловлено языком и этнической принадлежностью (п. 13 Решения КС).
Суд счел применимой норму соотношения латышского и русского языков 60 %/40% в среднем образовании, но не в основном и начальном. При этом в пункте 20.2.3. своего решения суд указал: „Поскольку сейчас не доказано влияние оспариваемой нормы на качество образования и процесса обучения, должен существовать механизм, позволяющий констатировать изменения. Особенно это относится к качеству процесса обучения. Эти изменения не только можно, но и нужно активно контролировать. Этого требует статья 112 Конституции, в первой предложение которой включено право на образование. Механизм контроля должен быть объективным, всесторонним, профессиональным, регулярным, основанным на научных оценках и методах. Государство обязано обеспечить получение данных, при оценке которых можно принимать взвешенные решения, а также предоставлять обществу, учащимся и их родителям информацию об изменениях в качестве образования и процессе обучения“.

## Ход реформы и оценки её влияния на качество образования
Департамент образования, молодёжи и спорта Рижской думы в 2005 г. отмечал ряд проблем при преподавании на латышском языке: при различии в уровне владения латышским языком в классе учитель ориентируется на средний уровень и упрощает предмет, не хватает качественных учебных средств. 32 % школьников считают, что их знания ухудшились при освоении предметов по-латышски, 26 % — что улучшились».
Депутаты Сейма от ЗаПЧЕЛ, доктора педагогики Я. Плинер и В. Бухвалов провели в 2004 г. мониторинг процесса обучения в 9-х—12-х классах, показавший «снижение результатов по всем предметам, преподаваемым билингвально или на госязыке», а в 2006/07 уч. г. — анкетирование 292 школьников, показавшее, что «для подготовки домашних заданий на латышском языке учащимся требуется больше времени, чем на русском (..) Только по семи учебным предметам из 16-и учебники обеспечивают возможности для самостоятельной учебной деятельности. Практически нет билингвальных учебников, обеспечивающих изучение учебного предмета на русском и латышском языках».
В ряде публикаций НГО «Ассоциация русской культуры, образования и науки» 2007 и 2008 гг. со ссылками на данные Министерства образования и науки указывается на падение результатов, показываемых на экзаменах учащимися русских школ, после реформы.

### Мониторинг качества образования
Министр образования и науки И. Друвиете в 2005 году сообщила в интервью газете «Телеграф», что «говорить о влиянии какой-то конкретной образовательной системы можно только тогда, когда пройдет очень долгий этап проверки. Например, в США, где билингвальное обучение было введено в 1965 году, первые серьёзные исследования появились только через пять лет». Представитель министерства образования и науки О. Аркле утверждала в интервью «Вестям сегодня» в 2007 г., что «никакого падения не обнаружено».
Однако до 2018 года системы мониторинга качества образования в МОН так и не появилось, что подтвердило министерство в ответе на запрос депутата 12 Сейма Елены Лазаревой «О контроле качества и конкурентоспособности образования». Создание системы мониторинга МОН планирует оплатить из средств Евросоюза, подав для этого соответствующий проект 8.3.6. на сумму 7.65 млн евро.

### Опросы и исследования
Государственное Агентство латышского языка в 2010 г. опубликовало результаты опроса студентов, в котором многие респонденты (в государственных вузах — большинство) указали, что преподавание предметов на латышском помогло улучшить их владение языком, многие — что оно вызвало трудности при освоении предметов. В 2011 году министерство образования и науки сообщило, что в 2004 г. реформу поддерживали 15 % учеников школ нацменьшинств, а в 2010 г. — 35 %, а его глава Р. Брокс сказал, что «Реформа образования, в результате которой в школах нацменьшинств были введены языковые пропорции 40:60, оправдала себя, и доказательством тому служат данные централизованных экзаменов в целом и экзаменов по латышскому языку в частности»; член правления латвийского отделения МАПРЯЛ Л. Смирнова высказалась, что «Реформа-2004 принесла как положительные, так и отрицательные плоды» и что, по её мнению, русская молодёжь несмотря на лучшее знание латышского языка не умеет думать, не умеет сопоставлять факты, мыслить, делать выводы.
По оценкам школ и министерства образования, результаты государственных экзаменов за 2013/2014 год говорят о минимальной разнице между результатами выпускников школ с латышским языком обучения и школ нацменьшинств, о чём также свидетельствуют международные исследования PISA. В 2000-м году латышским языком владела только половина школьников, а в 2014 году, благодаря введению билингвального образования, латышским языком владеет уже 90 % учеников школ нацменьшинств. Этот результат удовлетворяет школы и министерство образования Латвии. Оно заявляло, что дальнейшее введение билингвального образования больше не является приоритетом. Согласно социологическим исследованиям 2017 года, 94 % нелатышского населения Латвии владело латышским языком.

## Реформа-2018
Национальные меньшинства составляют 37 % населения Латвии, в школах с билингвальной программой учится 27 % детей. Таким образом, 10 % нелатышей отдали своих детей в латышские школы добровольно или из-за отсутствия выбора, особенно в регионах Латвии, где русские школы были ликвидированы раньше латышских. Остальные русскоговорящие родители считают нужным обучать детей на родном языке, и количество таких родителей понемногу, но растет с 2009 года.Это показывает наличие значительного и устойчивого спроса на образование на русском языке, однако правительство и парламент решили ликвидировать его административно.
По данным статистики Латвии распределение учащихся общеобразовательных дневных школ по языкам обучения (на начало учебного года; без специальных школ и классов) на 2023 год было: количество учащихся — 205432 чел; в школах с латышским языком обучения — 145316 чел; в школах с латышским и русским языком обучения (смешанные школы) — 55820 чел; в смешанных школах учились на латышском языке — 31909 чел; в смешанных школах учились на русском языке — 23911 чел; в школах с другим языком обучения — 4296 чел.

### Перевод экзаменов на латышский язык
8 августа 2017 года были приняты два пакета поправок к правилам Кабинета министров №.335 «О порядке сдачи централизованных экзаменов» («Noteikumi par centralizēto eksāmenu saturu un norises kārtību») и № 1510 «Порядок проведения государственных проверочных работ», предусматривающие уже с 2017—2018 года проведение централизованных экзаменов в 12-х классах только на государственном языке, с 2019—2020 учебного года — и в 9 классах. Это обосновывалось тем, что выпускные задания 2017 года предпочли выполнять на русском языке только 7,75 % учащихся школ нацменьшинств, так что и все 100 % смогут их выполнять.

### Латышизация школ нацменьшинств
Инициатива перевода средней школы, включая частные школы, исключительно на латышский язык преподавания, и снижения пропорции учебных часов на русском языке до 50 % в начальной школе (1-4 классы) и до 20 % в основной школе была высказана в октябре 2017 года министром К.Шадурским. О спонтанности этого решения говорит то, что никакой реформы не было ни в среднесрочной программе правительства, ни в бюджетной записке министерства образования и науки на 2018 год.

### Критика со стороны международных организаций
Осенью 2018 года Совет Европы раскритиковал политические инициативы Латвии по продвижению латышского языка в сфере образования, масс-медиа и общественном секторе, которые ограничивают права нацменьшинств и увеличивают в них чувство отверженности от общественных процессов.
Школьная реформа 2018 года вызвала возражения у Верховного комиссара ОБСЕ по делам нацменьшинств Ламберто Заньера, который при посещении Латвии в марте 2019 года: «реформу образования следует проводить таким образом, чтобы она носила консультативный и инклюзивный характер и учитывала мнение всех групп, включая представителей самих меньшинств».
В Дневнике прав человека за 29 октября 2019 года комиссар Совета Европы по правам человека Дуня Миятович выразила обеспокоенность по поводу языковой политики Эстонии, Грузии, Молдавии, Северной Македонии, Румынии, Словакии, Украины и России. Признавая право государства на поддержку госязыка, комиссар указала, что «нельзя добиваться этого в ущерб правам носителей других языков, особенно представителей национальных меньшинств». Языковые реформы важно обсуждать с нацменьшинствами, подчеркнула Миятович. «Исключение их из обсуждений или создание видимости консультаций ведет к социальным волнениям и дальнейшему отчуждению меньшинств в самых разных странах».
В случае Латвии и Эстонии Консультативный комитет по соблюдению Рамочной конвенции о защите национальных меньшинств резко осудил тот факт, что чересчур жесткие языковые требования перекрывают представителям национальных меньшинств доступ к карьере государственных служащих.
«Меня беспокоит образовательная реформа 2018 года в Латвии, — подчеркнула комиссар. — Эта реформа может привести к тому, что существовавшая с 2004 года система двуязычного образования превратится в систему, в которой на языке меньшинства предлагается лишь немного занятий по языку и культуре. Меня также волнует появившаяся в СМИ информация о том, что правительство Латвии рассматривает вопрос о том, чтобы все преподавание в государственных школах целиком велось только на латышском языке. Более того, вызывает озабоченность тот факт, что некоторые страны (такие как Латвия и Украина) пытаются вводить правила преподавания на языках Европейского союза, которые отличаются от правил преподавания на других языках, тем самым создавая неправомерные различия в отношении носителей языков национальных меньшинств».

## Решения КС 2019 года

### Иск по государственным школам
Депутаты парламента от партии «Согласие» подали иск в Конституционный суд о признании изменений в законодательстве противоречащими статьям 1, 91, 112 и 114 Конституции и подлежащими отмене, однако иск был отклонен. Юрист и правозащитник Елизавета Кривцова считает, что «формальный подход победил образовательный» и «отныне государство может не отвечать за качество образования и проводить любые реформы в любой форме. Нехватку учителей латышского языка, прогнозируемую нехватку учителей предметников, отсутствие мониторинга качества образования можно решить простым росчерком пера, издав указ, что учителя должны работать хорошо, а ученики должны хорошо учиться».

### Иск по частным школам
В ноябре 2019 года Конституционный суд также отклонил частный иск отца двух учеников частной школы Latreia, докторанта права Тенгиза Джибути и группы родителей, представляющих детей из нескольких частных школ. Он постановил, что изменения в отношении частных школ также соответствуют Конституции. Суд счел, что хоть и в ограниченном объеме, но возможности преподавания на языках нацменьшинств сохраняются.
Судьи Конституционного суда Нейманис и Кучс выступили с особым мнением по данному решению, указав на то, что государство не должно слишком вмешиваться в деятельность частных школ и что законодательный процесс имел дефекты, так как не было оценено влияние предыдущих языковых реформ и будущей реформы на качество образования, а также не были приняты во внимание мнения Консультативного комитета Рамочной конвенции о защите национальных меньшинств. Кроме того, Кучс указал, что законодатель не анализировал отдельно ситуацию в частных школах.

## Нормативная база
Хартия основных прав ЕС провозглашает уважение к многообразию культур и языков.
Рамочная конвенция о защите нацменьшинств, к которой Латвия присоединилась уже после решения КС 2005 года, предписывает в применении международных норм стремиться к их гармонии с национальным законодательством, а не противоречию. Ст. 14, п. 2 Конвенции оговаривает обязательство государства, при наличии достаточного спроса, обеспечивать представителям нацменьшинств образование на родном языке в местах, где они проживают исторически или в большом количестве. Спрос на образование на русском языке в Латвии подтверждает сама существующая система, в которой есть как образовательные учреждения с программами для нацменьшинств, так и люди, желающие такое образование получить. Трактуя эту ситуацию, надо принимать во внимание преамбулу Конвенции, которая обязывает государство не только поддерживать сохранение национальной идентичности меньшинств, но также способствовать ее развитию. Таким образом, государство имеет позитивные обязательства в этой сфере: если ранее возможности обучаться на родном языке не было, ее появление будет позитивным решением, однако если она была и сужается или ликвидируется—нет. Об этом прямо говорится в ст. 22 Конвенции, которая на момент подачи в КС второго иска по школьной реформе уже была ратифицирована Латвией и стала для нее обязательной.
Несмотря на то, что первый протокол Европейской конвенции по правам человека (ст.2) оговаривает, что право на образование не равно праву на образование на определенном языке, при оценке закрытия греческих школ в турецкой части Кипра (Кипр против Турции, 10 мая 2001 года) Европейский суд по правам человека пришел к выводу, что это является нарушением прав семьи продолжать обучение детей на родном языке, которое существовало ранее (п. 277—280 решения суда).
На недопустимость сужения прав нацменьшинств прямо указала Латвии в 2008 году исполнительная институция по контролю за применением Рамочной конвенции—Консультативный комитет при Совете Европы, его заключение поддержал Комитет министров Совета Европы в 2011 году.
Школьная реформа противоречит также Конвенции ООН о предотвращении расовой дискриминации, о чем сообщил соответствующий надзорный Комитет 30 августа 2018 года. Он признал, что текущая языковая политика дискриминирует этнические меньшинства в областях образования и занятости, общественной и политической жизни и доступе к услугам, рекомендовав пересмотреть поправки к закону «Об образовании», предусматривающие сокращение преподавания на языке нацменьшинств в общественных и частных средних школах и уменьшение доли преподавания на этом языке в основной школе.